# Poti
Poti (in georgiano ფოთი?) è una città portuale della Georgia, di 41 498 abitanti, appartenente al Mkhare di Samegrelo-Zemo Svaneti.
Poti è la principale base navale e sede del quartier generale della Marina militare georgiana.
Secondo gli accordi sottoscritti nell'aprile 2008 l'area portuale di Poti è destinata ad essere parte di una zona di libero scambio fra Georgia ed Emirati Arabi Uniti.

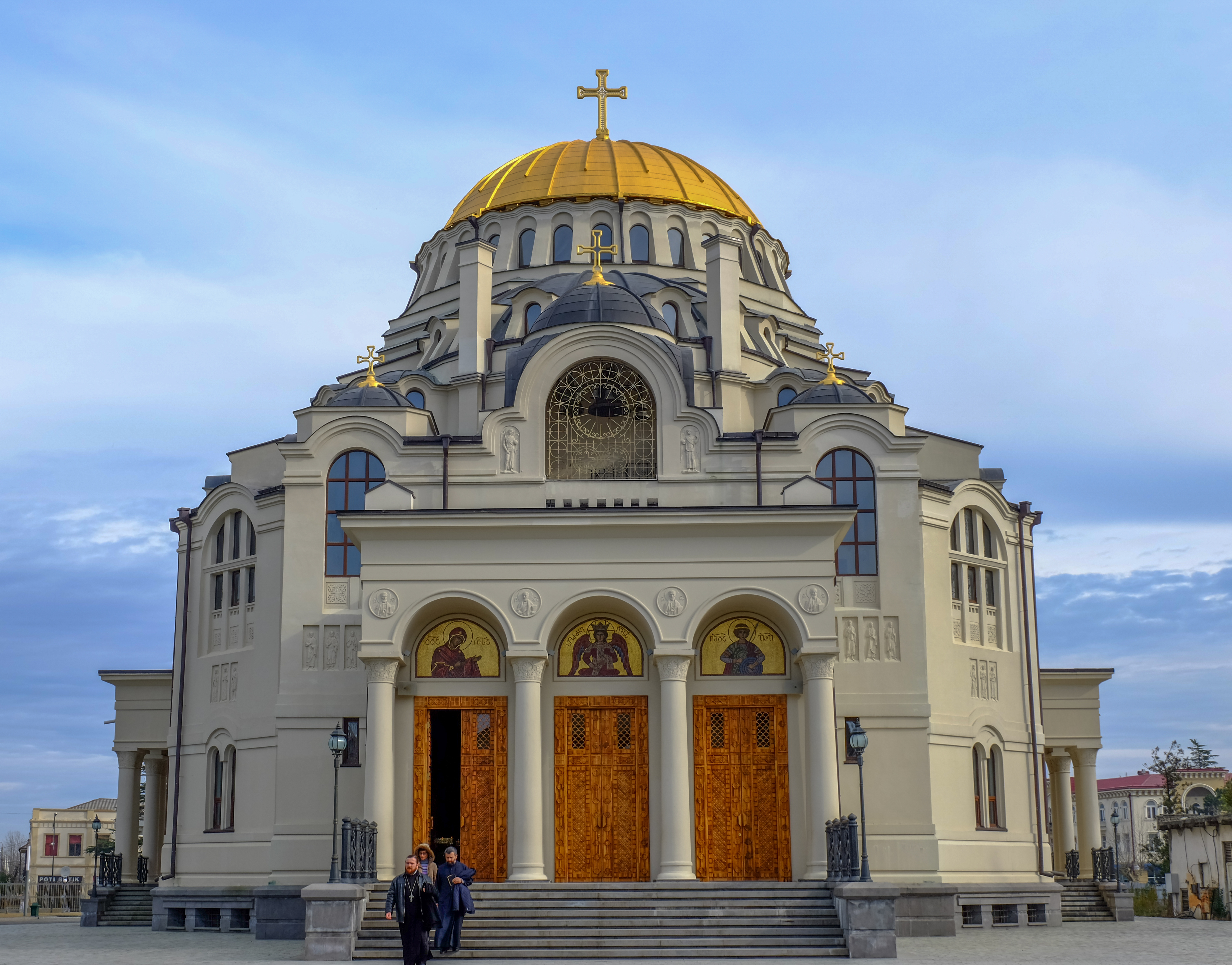
La cattedrale, imitata sulle strutture di Santa Sofia di Istanbul.

## Storia
Fondata nei pressi del sito dell'antica colonia greca di Phasis (in greco antico: Φάσις?) sul mar Nero, la città nel corso del XX secolo è divenuta un importante centro industriale ed il principale porto della Georgia. 
Situata a poca distanza dalla regione contesa dell'Abcasia, Poti è stata coinvolta nel conflitto fra Russia e Georgia dell'agosto 2008 ed è stata occupata da truppe russe sino al mese successivo.

## Sport

### Calcio
La squadra principale della città è il K'olkheti-1913 Poti.